# Bayezid II.

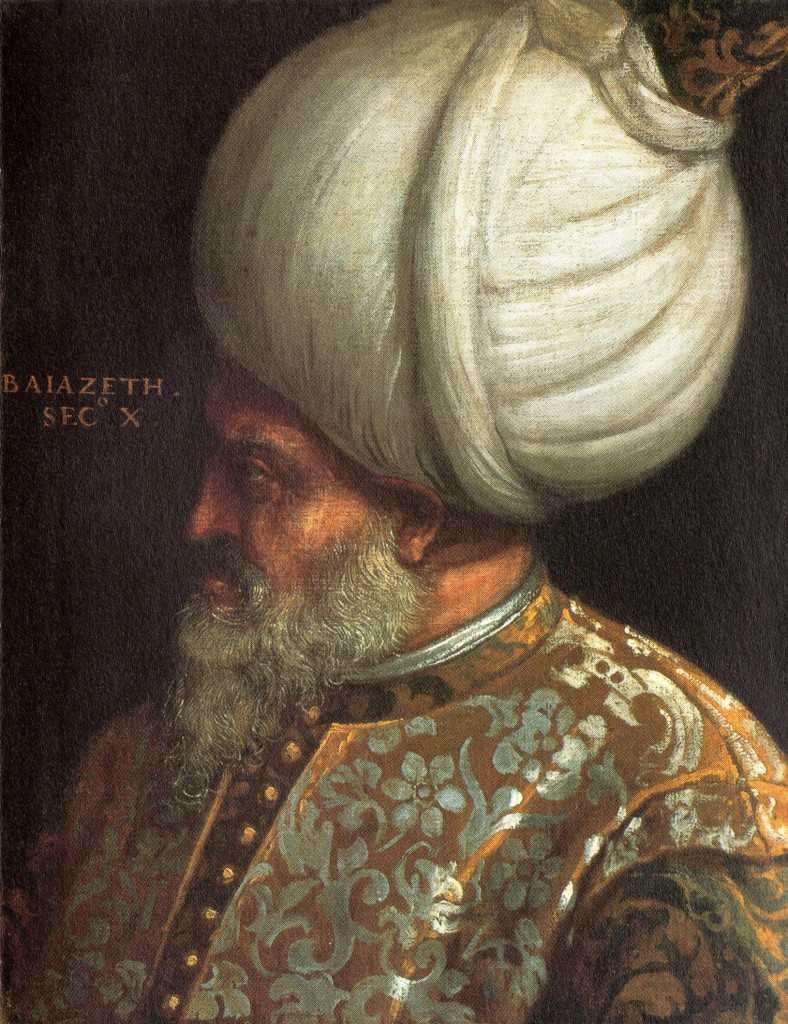
Bayezid II.

Bāyezīd II. (* 3. Dezember 1447 in Dimotika, nach anderen Quellen * Januar 1448; gestorben am 26. Mai 1512 bei Dimotika) war vom 19. Mai 1481 bis zum 24. April 1512 Sultan des Osmanischen Reiches. Wegen seiner Religiosität erhielt er den Beinamen velī. Er schrieb unter dem Dichternamen ʿadlī („der Gerechte“) Gedichte.

## Thronfolge
Bayezid folgte seinem Vater Mehmed II. auf dem Thron. Dazu musste er erst durch Versprechungen und Bestechung die Janitscharen für sich gewinnen. Dieses Vorrecht der Janitscharentruppen bei der Machtübernahme eines neuen Sultans sollte für Jahrhunderte bestehen bleiben.
Bevor er die Herrschaft antreten konnte, entbrannte ein langer Kampf mit seinem Bruder Cem Sultan. Dieser war 1474 nach seinem verstorbenen älteren Bruder Mustafa Statthalter von Karaman geworden. Bayezid schlug ihn in mehreren Schlachten und vertrieb ihn nach Ägypten, das unter den Mamluken eine ständige Bedrohung für die Osmanen darstellte. Ein weiterer Versuch Cems, Bayezid zu schlagen, misslang und er floh zu den Johanniter-Rittern nach Rhodos. Der Johanniter-Großmeister Pierre d’Aubusson akzeptierte eine Pension von Bayezid dafür, ihn dort zu behalten. Bald übten abendländische Fürsten (Karl VIII. von Frankreich und Papst Innozenz VIII.) Druck auf d’Aubusson aus, Cem auszuliefern. Schließlich wurde der Prinz zuerst Karl VIII., dann dem Papst anvertraut. Aber solange Cem lebte, war er eine ständige Bedrohung für die Herrschaft des Sultans und Bayezid wollte dies 1495 ändern:

„Um sich […] seines Bruders zu entledigen, sandte er nach Italien den Kapıcıbaşı (d. h. den Obersten der Türhüter) Mustafa Beğ, damit er unter dem Vorwand, die von Bayezid für Cem Sultan zugesagten Jahresgelder zu überbringen, diesen durch Gift beseitige, und dank dem Geschick Mustafas ging also dieser Anschlag dem Bayezid glücklich vonstatten.“

Der an einen gewissen Iskender gerichtete Hinrichtungsbefehl Bayezids II. gegen den Sohn des Cem (Oğuzhan; nicht namentlich genannt). Istanbul, Archiv des Topkapi-Serail-Museums (TSMA), Nr. E 11983/1

Bei anderen Chronisten ist dies jedoch nicht belegt, so dass die Schuld Bayezids am Tod Cem Sultans unbewiesen bleibt. Da allerdings der Brudermord im Hause Osman seit Mehmed II. institutionalisiert war, gibt es auch nirgendwo Kritik daran. Bayezids Ende 1482 gegebener Befehl zum Erdrosseln von Cems Sohn Oğuzhan ist im Archiv des Topkapi-Serail-Museums noch vorhanden.

## Herrschaftszeit
Die Kanzleisprache wurde insofern von Griechisch auf Osmanisch umgestellt, als Dokumente des Sultans, vor allem aber auswärtige Verträge, nur noch in Türkisch Gültigkeit beanspruchen konnten. Der Vertrag mit Venedig von 1502 liegt heute im dortigen Staatsarchiv in zwei Sprachausfertigungen, nämlich Venezianisch und Osmanisch.
1484 führte er erfolgreich Krieg gegen das Fürstentum Moldau. Auch in Albanien und über Bosnien bis in die Steiermark streiften seine Akıncı raubend und Sklaven machend. Dies endete erst 1495 durch einen Friedensschluss zwischen der Hohen Pforte und Ungarn.
Kait-Bay (auch Qaid Bay), der Mamluken-Sultan von Ägypten, der schon Cem Asyl gewährt hatte, dehnte seinen Machtbereich nordwärts bis nach Tarsus und Adana aus. 1488 gelang ihm ein großer Sieg über die Osmanen und 1491 wurde ein Friedensvertrag geschlossen, der bis nach Bayezids Tod hielt.
Als 1492 in Spanien das Alhambra-Edikt erlassen wurde, nahm er die aus Spanien und später aus Portugal vertriebenen Juden auf. Bayezid II. soll gesagt haben: „Wie töricht sind die spanischen Könige, dass sie ihre besten Bürger ausweisen und ihren ärgsten Feinden überlassen.“
Er unternahm einen vergeblichen Angriff auf Rhodos, machte um des Friedens willen Zugeständnisse an Venedig und verminderte den von Ragusa eingeforderten Tribut. Aber die Bedrohung in der Ägäis durch die wachsende Macht Venedigs, das sich 1489 Zypern angeeignet hatte, veranlasste ihn zu einem ernsthafteren Unternehmen. 1499 führte er einen Krieg auf der Morea (Peloponnes) mit der Dogen-Republik, der 1502 mit der Eroberung von Lepanto, Modon, Coron und Navarino endete. Bayezid leitete persönlich die Belagerung Modons im Jahr 1500. Ausschlaggebend für diesen Sieg war auch die vom ehemaligen Korsarenkapitän Kemal Re’is geführte neu aufgerüstete Kriegsflotte.

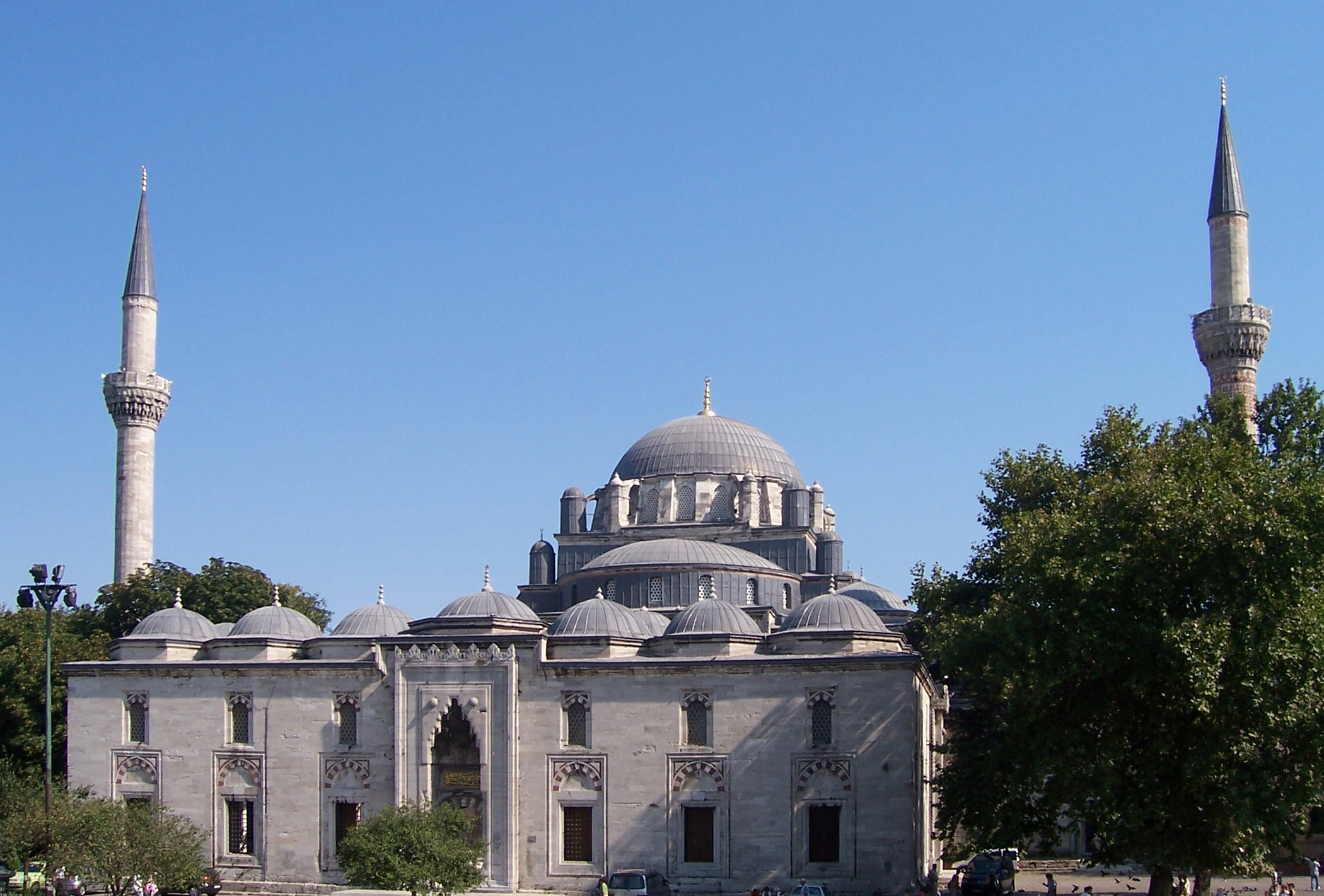
Bayezid-Moschee in Istanbul

Zwischen 1501 und 1506 ließ er die Beyazit-Moschee in İstanbul errichten.
In Persien war durch die Entscheidungsschlacht von Shurur 1502 Şah Ismail an die Macht gekommen, der die Safawiden-Dynastie begründete. Die letzten Jahre von Bayezids Regierungszeit wurden durch die Verbreitung der schiitischen Lehre unter den Turkmenenstämmen in Kleinasien und angrenzenden Gebieten unter dem Einfluss der neuen persischen Macht gestört. Auch militärisch suchte Persien die Konfrontation mit dem Osmanischen Reich. Bayezids jüngster Sohn Selim wollte dies zu seinen Gunsten nützen.
Bayezid hatte Ahmed, den älteren Sohn, als seinen Nachfolger designiert. Unter den Prinzen Ahmed, Korkud und Selim, die Prinzenprovinzen in Anatolien beherrschten, begannen jedoch sofort Machtkämpfe. Zwar war Korkud schon als Zehnjähriger nach Mehmeds II. Tod für seinen Vater Reichsverweser in Istanbul gewesen, bis dieser dort eintraf. Doch der tatkräftigere Selim griff mit einem Tatarenheer die Truppen seines Vaters an. Er verlor zwar die Schlacht, konnte trotzdem das Vertrauen der Janitscharen gewinnen, die sich für ihn und gegen seine Brüder entschieden. Selim schlug Korkud und Ahmed und zwang Bayezid, ihn zum Oberbefehlshaber des Heeres zu ernennen. Am 24. April 1512 trat Bayezid II. zurück und sein Sohn übernahm als Selim I. den Thron. Wenige Wochen später starb Bayezid unter ungeklärten Umständen.

## Abendländische Augenzeugen
Andrea Gritti, späterer Doge von Venedig: „Sein fleischiges Gesicht und sein ganzes Aussehen lassen ihn weder hart noch furchtgebietend erscheinen, sondern tief melancholisch, abergläubisch und starrsinnig, nicht ohne Geiz. Es heißt, er ergötze sich an handwerklichen Künsten wie Steinschneiden, Silbertreiben und Drechseln, studiere als großer Kenner der Astrologie und Theologie unablässig und sei ein hervorragender Bogenschütze.“ (Gegen Ende 1503 in Istanbul über den damals fünfundfünfzigjährigen Bayezid geschrieben.)
Chronik des Anonymus Zoras: „Sultan Bayezid also war mehr dem Frieden zugeneigt als dem Kriege. Er war ein demütiger Mann, huldigte der Philosophie und liebte es, von den Taten der Kaiser der Vergangenheit zu lesen. Er war von Natur aus ein guter Mensch.“